# Гаплогруппа F2a (мтДНК)
Гаплогруппа F2a — гаплогруппа митохондриальной ДНК человека.

## Субклады
- F2a2
- F2a3
  - F2a3a
- F2a4
  - F2a4a
- F2a5
  - F2a5a
- F2a6
- F2a7
- F2a8
- F2a-a
  - F2a1

## Распространение
Гаплогруппа F2a преимущественно встречается в Восточной и Юго-Восточной Азии, с отдельными случаями в сопредельных регионах.
В Китае она распространена наиболее широко, особенно в южных и центральных провинциях, где отмечается у ханьцев и некоторых этнических меньшинств. В Японии и Корее эта гаплогруппа встречается редко, преимущественно в виде единичных случаев, что может отражать ограниченные исторические миграции с материка.
В Юго-Восточной Азии F2a обнаруживается с низкой частотой у народов Вьетнама, Таиланда и Индонезии. В Центральной Азии следы этой гаплогруппы зафиксированы в Монголии, вероятно, благодаря контактам с восточноазиатскими популяциями.
На севере ареала, в Сибири, F2a изредка встречается у коренных народов, что связано с древними миграционными волнами из Восточной Азии. При этом в Европе, Западной и Южной Азии эта гаплогруппа практически отсутствует, что подчеркивает её чёткую связь с восточноазиатским генетическим компонентом.
Такой паттерн распространения согласуется с гипотезой о происхождении F2a в районе бассейна реки Янцзы и последующем распространении вместе с неолитическими земледельцами.

### Кавказ
- Северный Кавказ (208) — 0,05 %[1][2]

## Палеогенетика

### Бронзовый век
DSKC (Керексуры и Оленные камни)
- ARS004 | 2006-6 — Khövsgöl — Арбулаг, Хувсгел, Монголия — 1211-901 calBCE (2857±54 BP) — М — Q1a2 (Q-L942; Q-M346) ⇒ Q-BZ180 # F2a.[3]

### Железный век
Пазырыкская культура
- Кош-Агачский район, Республика Алтай, Россия — 4th–3rd c. BCE
  - SEB 96 K1 — Себыстей — М — F2a.[2]
  - U2_1* — Уландрык 2, курган 1 — F2a.[4]
  - U2_2 — Уландрык 2, курган 2 — F2a.[4]

Империя Хань
- YX–M15 | M15 — Yixi — Линьцзы, Цзыбо, Шаньдун, Китай — 2300–1800 BP — Ж — F2a.[5]

### Средние века
Мадьяры
- KEII/14 | Karos2/14 — Karos-Eperjesszög II/grave 14 — Karos, Hungary, Боршод-Абауй-Земплен, Венгрия — 890–950 AD — М — N-Tat (N3a4-Z1936 > Y13850) # F2a.[6][7]

Кидани
- ZAA003 | AT-953 — Заан Хошуу (Zaan-Khoshuu) — Булган (аймак), Монголия — 1015-1153 CE (980±20 BP) — Ж — F2a.[8]

Монголы
- DUU002 | AT-407 — Дуулга-Ул (Duulga Uul) — Хэнтий, Монголия — 1214-1270 CE (797±20 BP, MAMS-41134) — М — R1a1a1 (R-Page7; R-M417) # F2a.[8]

## Публикации
2000
- Richards M; Macaulay V; Hickey E; et al. (Ноябрь 2000). Tracing European Founder Lineages in the Near Eastern mtDNA Pool. American Journal of Physical Anthropology. 67 (5): 1251–1276. doi:10.1016/S0002-9297(07)62954-1. PMC 1288566. PMID 11032788.

2004
- Ricaut FX; Keyser-Tracqui C; Cammaert L; Crubézy E; Ludes B. (Апрель 2004). Genetic analysis and ethnic affinities from two Scytho-Siberian skeletons. American Journal of Physical Anthropology. 123 (4): 351–360. doi:10.1002/ajpa.10323. PMID 15022363.

2017
- Unterländer M; Palstra F; Lazaridis I; et al. (Март 2017). Ancestry and demography and descendants of Iron Age nomads of the Eurasian Steppe. Nature Communications. 8. doi:10.1038/ncomms14615. PMC 5337992. PMID 28256537.

2018
- Neparáczki E; Maróti Z; Kalmár T; Kocsy K; Maár K; Bihari P; Nagy I; Fóthi E; Pap I; Kustár Á; Pálfi G; Raskó I; Zink A; Török T. (Октябрь 2018). Mitogenomic data indicate admixture components of Central-Inner Asian and Srubnaya origin in the conquering Hungarians. PLOS One. 13 (10): e0205920. doi:10.1371/journal.pone.0205920. PMC 6193700. PMID 30335830.{{cite journal}}:  Википедия:Обслуживание CS1 (не помеченный открытым DOI) (ссылка)
- Jeong C, Wilkin S, Amgalantugs T; et al. (Ноябрь 2018). Bronze Age population dynamics and the rise of dairy pastoralism on the eastern Eurasian steppe. PNAS. 115 (48): E11248 – E11255. doi:10.1073/pnas.1813608115. PMC 6275519. PMID 30397125. {{cite journal}}: Явное указание et al. в: |author= (справка)Википедия:Обслуживание CS1 (множественные имена: authors list) (ссылка)

2020
- Fóthi E; Gonzalez A; Fehér T; Gugora A; Fóthi Á; Biró O; Keyser C. (Январь 2020). Genetic analysis of male Hungarian Conquerors: European and Asian paternal lineages of the conquering Hungarian tribes. Archaeological and Anthropological Sciences. 12 (31). doi:10.1007/s12520-019-00996-0.
- Jeong C, Wang K, Wilkin S; et al. (Ноябрь 2020). A Dynamic 6,000-Year Genetic History of Eurasia's Eastern Steppe. Cell. 183 (4): 890-904.e29. doi:10.1016/j.cell.2020.10.015. PMC 7664836. PMID 33157037. {{cite journal}}: Явное указание et al. в: |author= (справка)Википедия:Обслуживание CS1 (множественные имена: authors list) (ссылка)

2021
- Liu J; Zeng W; Sun B; et al. (Июнь 2021). Maternal genetic structure in ancient Shandong between 9500 and 1800 years ago. Science Bulletin. 66 (11): 1129–1135. doi:10.1016/j.scib.2021.01.029.